# Pagaronia geojedoensis
Pagaronia geojedoensis är en insektsart som beskrevs av Kae Kyoung Kwon och Lee 1980. Pagaronia geojedoensis ingår i släktet Pagaronia och familjen dvärgstritar. Inga underarter finns listade i Catalogue of Life.